# Moszniahy
Moszniahy (ukr. Мошняги) – wieś na Ukrainie, w obwodzie odeskim, w rejonie podolskim, w hromadzie Bałta, nad Kodymą. W 2001 roku liczyła 251 mieszkańców.